# Hasarina contortospinosa
Genre
Espèce
Hasarina contortospinosa, unique représentant du genre Hasarina, est une espèce d'araignées aranéomorphes de la famille des Salticidae.

## Distribution
Cette espèce est endémique de Chine. Elle se rencontre au Gansu, au Sichuan, au Hunan et au Fujian.

## Publication originale
- Schenkel, 1963 : Ostasiatische Spinnen aus dem Muséum d'Histoire naturelle de Paris. Mémoires du Muséum national d'Histoire naturelle, Paris (A, Zoologie), vol. 25, p. 1-481.